# Saro Cucinotta
Saro Cucinotta (Messina, 18 settembre 1830 – Parigi, 21 maggio 1871) è stato un incisore, disegnatore e critico d'arte italiano.

## Biografia
Nacque a Messina nel 1830. In gioventù partecipò alla Primavera dei popoli del 1848 e si innamorò, non corrisposto, di Concetta Aspa una ragazza messinese figlia di un maestro di musica e lei stessa musicista. Il sentimento amoroso durato per tutta la vita trovò sfogo artistico in versi romantici pubblicati postumi. Intorno al 1850 si trasferisce a Napoli. Nel 1851 compare nel Catalogo delle Opere Di Belle Arti poste in mostra nel Real Museo Borbonico del 1851 digitalizzato su Internet Archive. Insieme a Gaetano Micale e Giuseppe Bianco risulta assistente dell'incisore messinese Tommaso Aloisio Juvara direttore della scuola napoletana di incisione in acciaio e in rame, verosimilmente suo maestro da tempo. In quell'occasione Cucinotta espose due sue opere: Nostro signore che va al Calvario e Ritratto del Marini. Collaborò con otto incisioni alla realizzazione del libro Usi e costumi di Napoli e contorni descritti e dipinti di Francesco De Bourcard pubblicato nel 1853. 
Nel 1861 nacque a Napoli la Società promotrice di belle arti, un'associazione in rottura con la linea artistica tradizionale dell'Istituto di belle arti napoletano, di cui Filippo Palizzi era presidente e Cucinotta fra i consiglieri.
L'incisione che gli valse la maggior successo di critica fu Il diluvio universale tratta dal dipinto di Filippo Palizzi : L'uscita degli animali dall'arca del 1864 conservata al Museo nazionale di Capodimonte ed esposta anche, temporaneamente, a Vasto nel 2018.
Cucinotta, con l'enigmatico pseudonimo di Ciarusarvangadàrsana, esordì come critico d'arte tenendo la rubrica "Passeggiate artistiche" in una rivista napoletana di politica, letteratura, scienze, arti e commercio. Continuò poi nel 1864 con la Rivista artistica, appendice di L'Italia (1882) di Luigi Settembrini.
Verso la fine del 1866, Cucinotta si trasferì a Parigi dove continuò il suo lavoro di incisore. Durante la Comune di Parigi fu fucilato il 21 maggio 1871; nel massacro della settimana di sangue che fece almeno 20.000 vittime nella capitale francese il suo corpo non fu mai più ritrovato. Non si sa neppure se egli partecipò attivamente alla rivolta o se fu un soccorritore della Croce Rossa francese.

## Opere

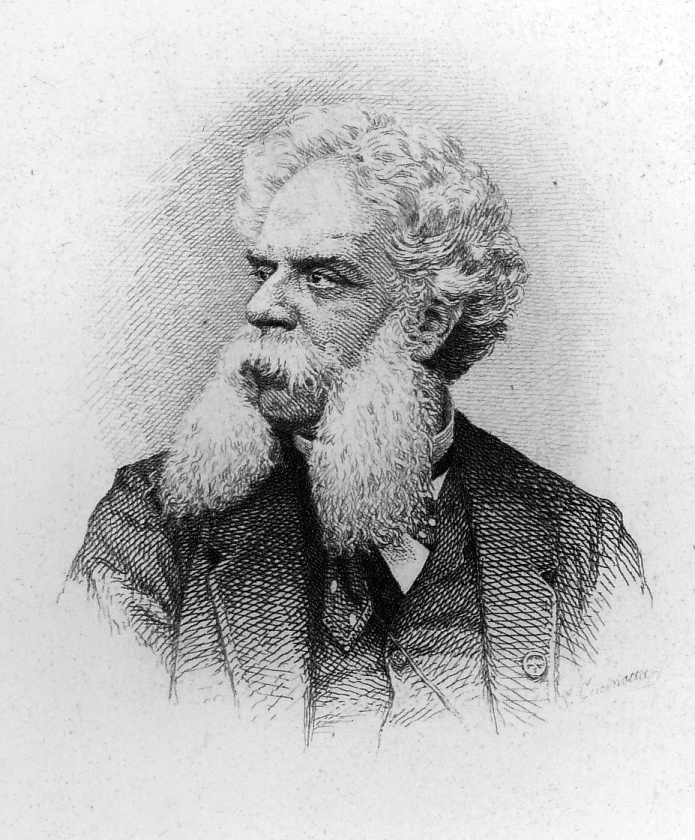
Ritratto di Federico Ricci, Acquaforte di Saro Cucinotta, circa 1869

- "Morte di un pittore" inc. 202x267 mm da quadro di Giovanni Del Re, 1862, SBN NAP0527862.
- Luigi Giura, acquaforte 155x110 mm, Napoli, 1864, SBN NAP0542981.
- Giuseppe Verdi acquaforte, b/n ; 313x220 mm da un ritratto di Domenico Morelli, Napoli, 1858, SBN NAP0685949.
- Francesco De Bourcard, incisioni in otto tavole illustrative, in Usi e costumi di Napoli e contorni descritti e dipinti, SBN BVE0691273.[8]
- Ritratto di Giuseppe Garibald inciso da una foto. Museo di Capodimonte
- Ritratto di Fulvio Atenolfi, da Filippo Palizzi
- La tradita, dal dipinto di Andrea Cefaly.
- Cristo da un'opera di Carlo Dolci
- I figli del popolo da dipinto di Gioacchino Toma
- Il diluvio universale da dipinto Filippo Palizzi[1]
- Mademoiselle Phryné, su gallica.bnf.fr. dopo Maréchal. Pubblicato su l'Artiste[7]
- Bataille des Cimbres, su art.famsf.org, Fine arts of Museums of San Francisco.
- Decuragemant, su art.famsf.org, L'Ilustration Nouvelle, 1870.
- Croce, Decrotteur et Modele a Naples, su art.famsf.org, L'Ilustration Nouvelle, 1869.
- La Femme couchée, da disegno di Jules Lefebvre, pubblicato su l'Artiste[7]
- La Femme au poignard, pubblicato su l'Artiste[7]
- Ritratti di Arsène Houssaye, Théophile Gautier, Henri Regnault,[7]
- Ritratto di Federico Ricci[7]

### Incisioni per de Boucard, 1858

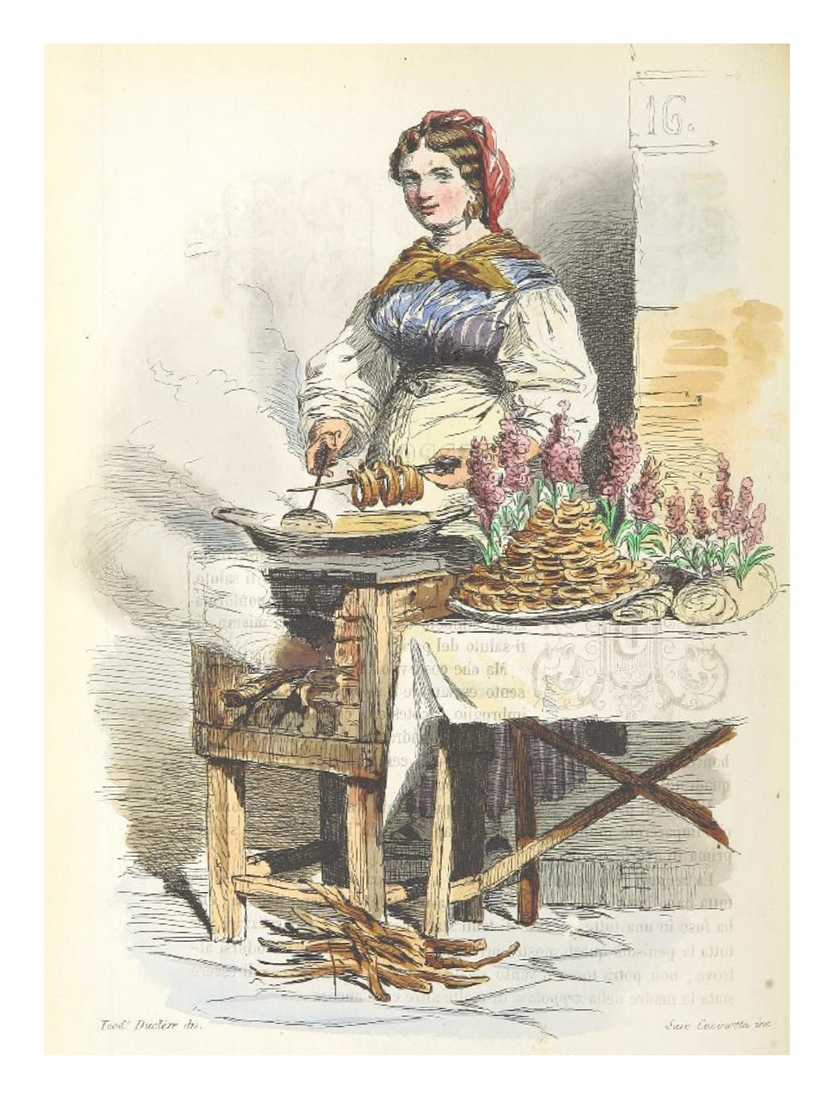
la friggitrice di zeppole, su disegno di Teodoro Duclère
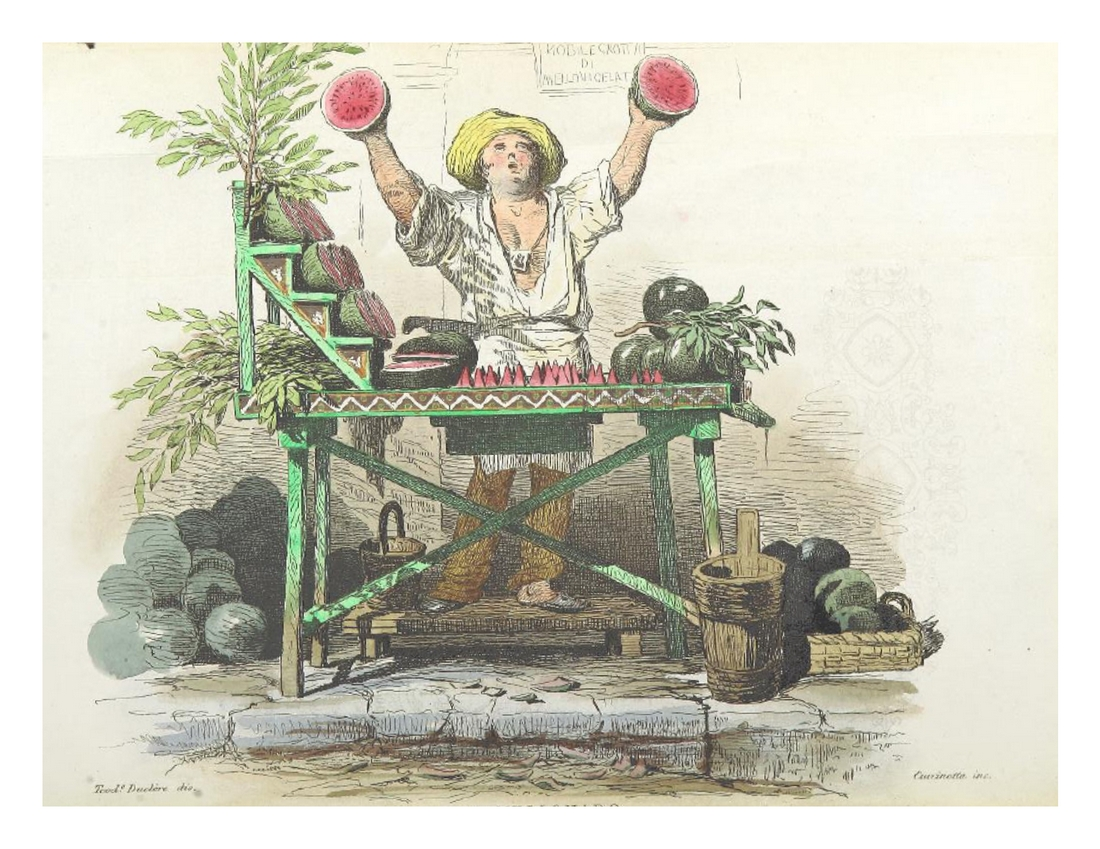
il mellonaro, dis. Teodoro Duclère
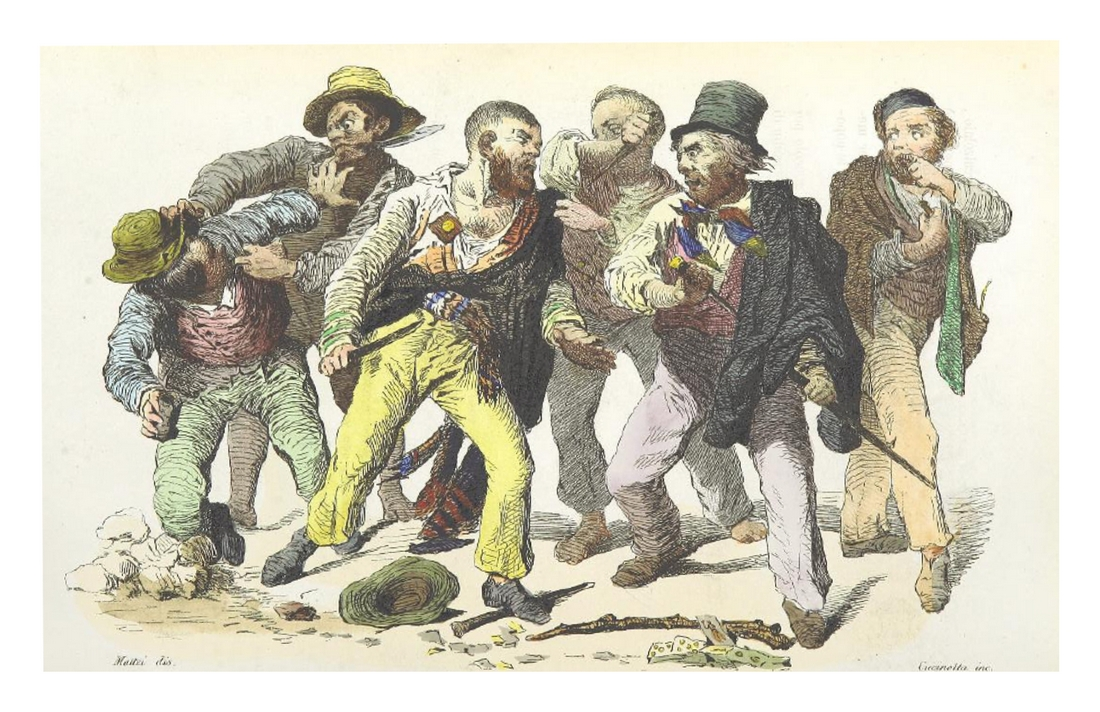
i camorristi, dis. Pasquale Mattej
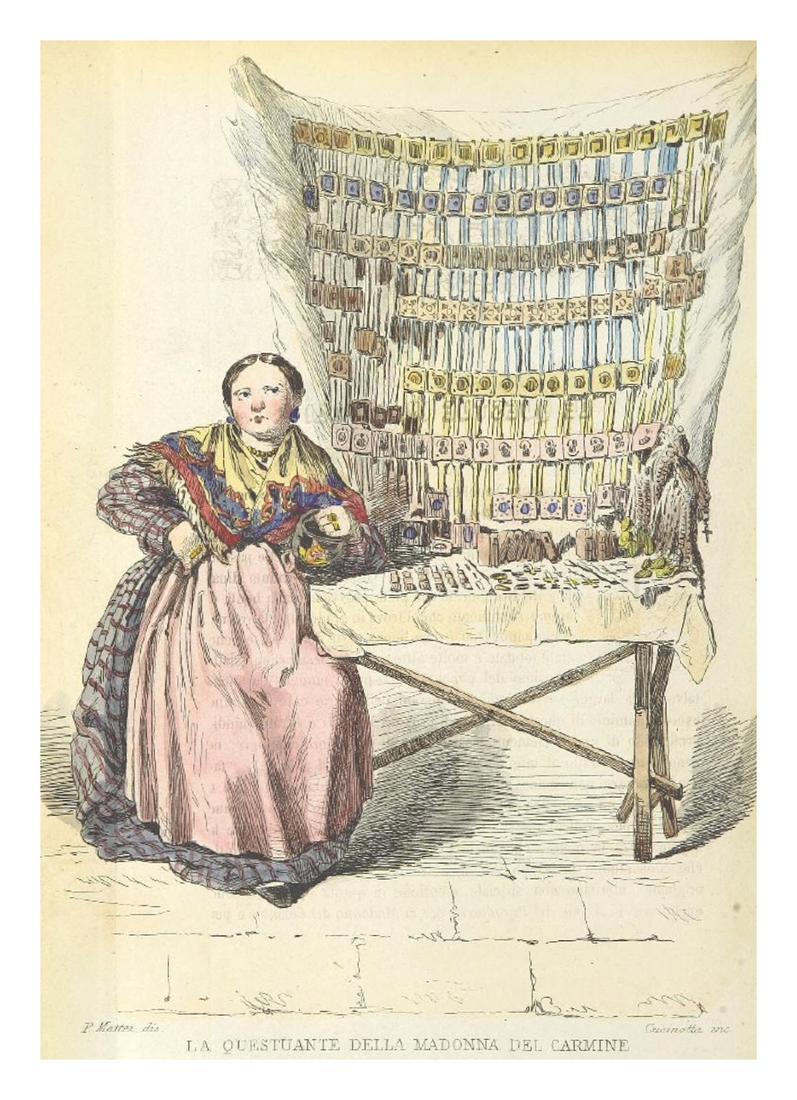
la questuante della Madonna del Carmine, dis. Pasquale Mattej